# Ивашково (Зубцовский район)
Ивашково — деревня в Зубцовском районе Тверской области России.
Входит в состав Вазузского сельского поселения. До 2006 года относилась к Щеколдинскому сельскому округу.  

## География
Расположена на берегу реки Вазузы и образованного ею Вазузского водохранилища.

## История
Находилась на оккупированной фашистами территории. На землях поселения шли ожесточенные, кровопролитные бои во время первой и второй Ржевско-Сычёвских операций 1942 года.

## Население
| 2008 | 2010 |
| ---- | ---- |
| 32   | ↘1   |

## Известные жители
Нина Ивановна Пушкарская (6 мая 1926 — 17 января 1975) — передовик советского железнодорожного транспорта, машинист электровоза Магнитогорского металлургического комбината Челябинского совнархоза, Герой Социалистического Труда (1960).

## Инфраструктура
Личное подсобное хозяйство.

## Транспорт
Выезд на автомобильную дорогу общего пользования регионального значения "Смоленск – Вязьма – Зубцов" (идентификационный номер автодороги 28 ОП РЗ 28А-0386).